# Radosław Wojtaszek
Radosław Wojtaszek (Elbląg, Polònia, 13 de gener de 1987), és un jugador d'escacs polonès, que té el títol de Gran Mestre des de 2005. Va fer de segon de Viswanathan Anand al matx pel Campionat del món de 2013.
A la llista d'Elo de la FIDE del gener de 2022, hi tenia un Elo de 2686 punts, cosa que en feia el jugador número 2 (en actiu) de Polònia, i el 45è millor jugador al rànquing mundial. El seu màxim Elo va ser de 2749 punts, a la llista de juny de 2015 (posició 16 al rànquing mundial).

## Resultats destacats en competició
El 2004 va guanyar el Campionat d'Europa Sub-18, el Campionat del món Sub-18 i l'obert de Cracòvia amb 7.5/9 punts, i fou 4t al Campionat del món Sub-20. El 2005 es proclamà Campió de Polònia, a Poznań, amb 9,5/13 punts, mig per damunt de Bartosz Socko, i empatà al primer lloc (tot i que fou segon per desempat, rere Ildar Khairullin) al Campionat del món Sub-18 a Belfort. L'octubre de 2007 fou setè al fort obert de Calvià; (el campió fou Viktor Mihalevski).
El 2008 fou un dels segons oficials del Campió del món Wiswanathan Anand pel seu matx contra Vladímir Kràmnik pel Campionat del món de 2008. El desembre de 2008 en Wojtaszek es va coronar Campió d'Europa d'escacs ràpids.
Empatà als llocs 1r-2n a la Rilton Cup 2008/2009, amb Sebastian Bogner.
El 2009 acabà segon al Campionat de Polònia, empatà al segon lloc amb Michael Roiz al torneig internacional de Lublin, i va guanyar el Memorial Najdorf a Varsòvia.
El 2009/10 empatà als llocs 1r-5è amb Eduardas Rozentalis, Pavel Ponkratov, Luke McShane i Ígor Lissi a la 39a edició de la Rilton Cup a Estocolm.
El gener de 2010 fou novament segon al Campionat de Polònia. El 2010 feu novament de segon d'Anand al Matx pel Campionat del món contra Vesselín Topàlov
Wojtaszek va guanyar el 5è obert internacional "Polònia" a Wrocław, disputat entre finals de juny i començaments de juliol de 2010, empatat a 7/9 punts amb Bartlomiej Macieja. Entre juliol i agost de 2010 participà en el fort torneig internacional San Juan, a Pamplona, on hi feu 6.5 punts de 9 partides, i guanyà el torneig.
El juny de 2011 va guanyar la 9a edició del Memorial Gyorgy Marx a Paks, Hongria.
El 2011 al Campionat d'Europa absolut celebrat a Aix les Bains, hi empatà al primer lloc, amb 8,5/11 punts, amb Vladímir Potkin, Judit Polgar, i Oleksandr Moissèienko, però fou segon per desempat, i s'hagué de conformar amb la medalla d'argent.
Entre l'agost i el setembre de 2011 participà en la Copa del món de 2011, a Khanti-Mansisk, un torneig del cicle classificatori pel Campionat del món de 2013, i hi tingué una raonable actuació. Avançà fins a la segona ronda, quan fou eliminat per Baadur Jobava (½-1½). El desembre de 2011 va empatar als llocs 1r–3r amb Hrant Melkumian i Aleksei Dréiev al Campionat d'Europa d'escacs Blitz, disputat a Polònia, i fou tercer per desempat.
El 2014 es proclamà campió de Polònia per segon cop en la seva carrera.
El 2016 a Poznań de nou guanyà el Campionat de Polònia amb 6½ punts de 9, mig punt per davant de Kacper Piorun.
El març de 2018 fou segon al 19è Campionat d'Europa individual celebrat a Batumi, per sota del croat Ivan Šarić.

### Participació en competicions per equips
El 2006 en Wojtaszek va participar, representant Polònia, a l'Olimpíada de Torí de 2006, i hi va fer 9 punts d'11 partides, jugant com a primer suplent, amb una performance de 2756. A l'Olimpíada de Dresden de 2008, va puntuar 7/10 al tercer tauler. A l'Olimpíada de Khanty Mansiysk de 2010, en Wojtaszek va jugar al primer tauler de Polònia, i hi feu 6 punts de 9 partides, amb una performance de 2769.